# 波迪利亞 (特諾皮爾區)
波迪利亞（羅馬化：Podillia）是位於烏克蘭西部特諾皮爾州特諾皮爾區的村莊，始建於1759年，面積1.53平方公里，人口410，人口密度每平方公里326.1人。